# Championnat du monde d'échecs 1907

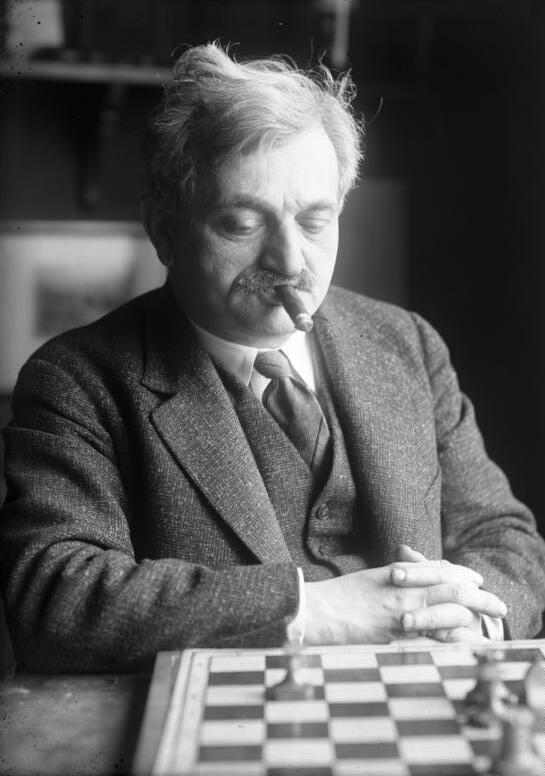
Emanuel Lasker jouant aux échecs.

Le Championnat du monde d'échecs 1907 a vu s'affronter Emanuel Lasker et Frank Marshall du 26 janvier au 6 avril 1907 dans plusieurs villes des États-Unis. Le match a été largement dominé par Lasker qui remporta le match huit victoires à 0 et sept parties nulles.

## Organisation
- 1re à 6e parties : New York
- 7e et 8e parties : Philadelphie
- 9e partie : Washington
- 10e partie : Baltimore
- 11e partie : Chicago
- 12e à 14e parties : Memphis
- 15e partie : New York[1].

## Résultats
Le vainqueur était le premier joueur a remporter huit victoires.
|                | Pays               | 1 | 2 | 3 | 4 | 5 | 6 | 7 | 8 | 9 | 10 | 11 | 12 | 13 | 14 | 15 | Victoires |
| -------------- | ------------------ | - | - | - | - | - | - | - | - | - | -- | -- | -- | -- | -- | -- | --------- |
| Frank Marshall | ( États-Unis)      | 0 | 0 | 0 | ½ | ½ | ½ | ½ | 0 | ½ | ½  | ½  | 0  | 0  | 0  | 0  | 0         |
| Emanuel Lasker | ( Empire allemand) | 1 | 1 | 1 | ½ | ½ | ½ | ½ | 1 | ½ | ½  | ½  | 1  | 1  | 1  | 1  | 8         |

## Quinzième et dernière  partie
|   | a | b | c | d | e | f | g | h |   |
| 8 | Tour noire sur case blanche a8 · Roi noir sur case blanche g8 · Pion noir sur case noire a7 · Pion noir sur case blanche b7 · Fou noir sur case blanche d7 · Pion noir sur case blanche f7 · Pion noir sur case noire g7 · Pion noir sur case blanche h7 · Dame noire sur case noire a5 · Pion blanc sur case blanche d5 · Pion blanc sur case noire d4 · Cavalier noir sur case blanche e4 · Dame blanche sur case blanche b3 · Pion blanc sur case noire e3 · Pion blanc sur case blanche a2 · Cavalier blanc sur case noire d2 · Fou blanc sur case blanche e2 · Pion blanc sur case blanche g2 · Pion blanc sur case noire h2 · Roi blanc sur case noire e1 · Tour blanche sur case blanche h1 | Tour noire sur case blanche a8 · Roi noir sur case blanche g8 · Pion noir sur case noire a7 · Pion noir sur case blanche b7 · Fou noir sur case blanche d7 · Pion noir sur case blanche f7 · Pion noir sur case noire g7 · Pion noir sur case blanche h7 · Dame noire sur case noire a5 · Pion blanc sur case blanche d5 · Pion blanc sur case noire d4 · Cavalier noir sur case blanche e4 · Dame blanche sur case blanche b3 · Pion blanc sur case noire e3 · Pion blanc sur case blanche a2 · Cavalier blanc sur case noire d2 · Fou blanc sur case blanche e2 · Pion blanc sur case blanche g2 · Pion blanc sur case noire h2 · Roi blanc sur case noire e1 · Tour blanche sur case blanche h1 | Tour noire sur case blanche a8 · Roi noir sur case blanche g8 · Pion noir sur case noire a7 · Pion noir sur case blanche b7 · Fou noir sur case blanche d7 · Pion noir sur case blanche f7 · Pion noir sur case noire g7 · Pion noir sur case blanche h7 · Dame noire sur case noire a5 · Pion blanc sur case blanche d5 · Pion blanc sur case noire d4 · Cavalier noir sur case blanche e4 · Dame blanche sur case blanche b3 · Pion blanc sur case noire e3 · Pion blanc sur case blanche a2 · Cavalier blanc sur case noire d2 · Fou blanc sur case blanche e2 · Pion blanc sur case blanche g2 · Pion blanc sur case noire h2 · Roi blanc sur case noire e1 · Tour blanche sur case blanche h1 | Tour noire sur case blanche a8 · Roi noir sur case blanche g8 · Pion noir sur case noire a7 · Pion noir sur case blanche b7 · Fou noir sur case blanche d7 · Pion noir sur case blanche f7 · Pion noir sur case noire g7 · Pion noir sur case blanche h7 · Dame noire sur case noire a5 · Pion blanc sur case blanche d5 · Pion blanc sur case noire d4 · Cavalier noir sur case blanche e4 · Dame blanche sur case blanche b3 · Pion blanc sur case noire e3 · Pion blanc sur case blanche a2 · Cavalier blanc sur case noire d2 · Fou blanc sur case blanche e2 · Pion blanc sur case blanche g2 · Pion blanc sur case noire h2 · Roi blanc sur case noire e1 · Tour blanche sur case blanche h1 | Tour noire sur case blanche a8 · Roi noir sur case blanche g8 · Pion noir sur case noire a7 · Pion noir sur case blanche b7 · Fou noir sur case blanche d7 · Pion noir sur case blanche f7 · Pion noir sur case noire g7 · Pion noir sur case blanche h7 · Dame noire sur case noire a5 · Pion blanc sur case blanche d5 · Pion blanc sur case noire d4 · Cavalier noir sur case blanche e4 · Dame blanche sur case blanche b3 · Pion blanc sur case noire e3 · Pion blanc sur case blanche a2 · Cavalier blanc sur case noire d2 · Fou blanc sur case blanche e2 · Pion blanc sur case blanche g2 · Pion blanc sur case noire h2 · Roi blanc sur case noire e1 · Tour blanche sur case blanche h1 | Tour noire sur case blanche a8 · Roi noir sur case blanche g8 · Pion noir sur case noire a7 · Pion noir sur case blanche b7 · Fou noir sur case blanche d7 · Pion noir sur case blanche f7 · Pion noir sur case noire g7 · Pion noir sur case blanche h7 · Dame noire sur case noire a5 · Pion blanc sur case blanche d5 · Pion blanc sur case noire d4 · Cavalier noir sur case blanche e4 · Dame blanche sur case blanche b3 · Pion blanc sur case noire e3 · Pion blanc sur case blanche a2 · Cavalier blanc sur case noire d2 · Fou blanc sur case blanche e2 · Pion blanc sur case blanche g2 · Pion blanc sur case noire h2 · Roi blanc sur case noire e1 · Tour blanche sur case blanche h1 | Tour noire sur case blanche a8 · Roi noir sur case blanche g8 · Pion noir sur case noire a7 · Pion noir sur case blanche b7 · Fou noir sur case blanche d7 · Pion noir sur case blanche f7 · Pion noir sur case noire g7 · Pion noir sur case blanche h7 · Dame noire sur case noire a5 · Pion blanc sur case blanche d5 · Pion blanc sur case noire d4 · Cavalier noir sur case blanche e4 · Dame blanche sur case blanche b3 · Pion blanc sur case noire e3 · Pion blanc sur case blanche a2 · Cavalier blanc sur case noire d2 · Fou blanc sur case blanche e2 · Pion blanc sur case blanche g2 · Pion blanc sur case noire h2 · Roi blanc sur case noire e1 · Tour blanche sur case blanche h1 | Tour noire sur case blanche a8 · Roi noir sur case blanche g8 · Pion noir sur case noire a7 · Pion noir sur case blanche b7 · Fou noir sur case blanche d7 · Pion noir sur case blanche f7 · Pion noir sur case noire g7 · Pion noir sur case blanche h7 · Dame noire sur case noire a5 · Pion blanc sur case blanche d5 · Pion blanc sur case noire d4 · Cavalier noir sur case blanche e4 · Dame blanche sur case blanche b3 · Pion blanc sur case noire e3 · Pion blanc sur case blanche a2 · Cavalier blanc sur case noire d2 · Fou blanc sur case blanche e2 · Pion blanc sur case blanche g2 · Pion blanc sur case noire h2 · Roi blanc sur case noire e1 · Tour blanche sur case blanche h1 | 8 |
| 7 | Tour noire sur case blanche a8 · Roi noir sur case blanche g8 · Pion noir sur case noire a7 · Pion noir sur case blanche b7 · Fou noir sur case blanche d7 · Pion noir sur case blanche f7 · Pion noir sur case noire g7 · Pion noir sur case blanche h7 · Dame noire sur case noire a5 · Pion blanc sur case blanche d5 · Pion blanc sur case noire d4 · Cavalier noir sur case blanche e4 · Dame blanche sur case blanche b3 · Pion blanc sur case noire e3 · Pion blanc sur case blanche a2 · Cavalier blanc sur case noire d2 · Fou blanc sur case blanche e2 · Pion blanc sur case blanche g2 · Pion blanc sur case noire h2 · Roi blanc sur case noire e1 · Tour blanche sur case blanche h1 | Tour noire sur case blanche a8 · Roi noir sur case blanche g8 · Pion noir sur case noire a7 · Pion noir sur case blanche b7 · Fou noir sur case blanche d7 · Pion noir sur case blanche f7 · Pion noir sur case noire g7 · Pion noir sur case blanche h7 · Dame noire sur case noire a5 · Pion blanc sur case blanche d5 · Pion blanc sur case noire d4 · Cavalier noir sur case blanche e4 · Dame blanche sur case blanche b3 · Pion blanc sur case noire e3 · Pion blanc sur case blanche a2 · Cavalier blanc sur case noire d2 · Fou blanc sur case blanche e2 · Pion blanc sur case blanche g2 · Pion blanc sur case noire h2 · Roi blanc sur case noire e1 · Tour blanche sur case blanche h1 | Tour noire sur case blanche a8 · Roi noir sur case blanche g8 · Pion noir sur case noire a7 · Pion noir sur case blanche b7 · Fou noir sur case blanche d7 · Pion noir sur case blanche f7 · Pion noir sur case noire g7 · Pion noir sur case blanche h7 · Dame noire sur case noire a5 · Pion blanc sur case blanche d5 · Pion blanc sur case noire d4 · Cavalier noir sur case blanche e4 · Dame blanche sur case blanche b3 · Pion blanc sur case noire e3 · Pion blanc sur case blanche a2 · Cavalier blanc sur case noire d2 · Fou blanc sur case blanche e2 · Pion blanc sur case blanche g2 · Pion blanc sur case noire h2 · Roi blanc sur case noire e1 · Tour blanche sur case blanche h1 | Tour noire sur case blanche a8 · Roi noir sur case blanche g8 · Pion noir sur case noire a7 · Pion noir sur case blanche b7 · Fou noir sur case blanche d7 · Pion noir sur case blanche f7 · Pion noir sur case noire g7 · Pion noir sur case blanche h7 · Dame noire sur case noire a5 · Pion blanc sur case blanche d5 · Pion blanc sur case noire d4 · Cavalier noir sur case blanche e4 · Dame blanche sur case blanche b3 · Pion blanc sur case noire e3 · Pion blanc sur case blanche a2 · Cavalier blanc sur case noire d2 · Fou blanc sur case blanche e2 · Pion blanc sur case blanche g2 · Pion blanc sur case noire h2 · Roi blanc sur case noire e1 · Tour blanche sur case blanche h1 | Tour noire sur case blanche a8 · Roi noir sur case blanche g8 · Pion noir sur case noire a7 · Pion noir sur case blanche b7 · Fou noir sur case blanche d7 · Pion noir sur case blanche f7 · Pion noir sur case noire g7 · Pion noir sur case blanche h7 · Dame noire sur case noire a5 · Pion blanc sur case blanche d5 · Pion blanc sur case noire d4 · Cavalier noir sur case blanche e4 · Dame blanche sur case blanche b3 · Pion blanc sur case noire e3 · Pion blanc sur case blanche a2 · Cavalier blanc sur case noire d2 · Fou blanc sur case blanche e2 · Pion blanc sur case blanche g2 · Pion blanc sur case noire h2 · Roi blanc sur case noire e1 · Tour blanche sur case blanche h1 | Tour noire sur case blanche a8 · Roi noir sur case blanche g8 · Pion noir sur case noire a7 · Pion noir sur case blanche b7 · Fou noir sur case blanche d7 · Pion noir sur case blanche f7 · Pion noir sur case noire g7 · Pion noir sur case blanche h7 · Dame noire sur case noire a5 · Pion blanc sur case blanche d5 · Pion blanc sur case noire d4 · Cavalier noir sur case blanche e4 · Dame blanche sur case blanche b3 · Pion blanc sur case noire e3 · Pion blanc sur case blanche a2 · Cavalier blanc sur case noire d2 · Fou blanc sur case blanche e2 · Pion blanc sur case blanche g2 · Pion blanc sur case noire h2 · Roi blanc sur case noire e1 · Tour blanche sur case blanche h1 | Tour noire sur case blanche a8 · Roi noir sur case blanche g8 · Pion noir sur case noire a7 · Pion noir sur case blanche b7 · Fou noir sur case blanche d7 · Pion noir sur case blanche f7 · Pion noir sur case noire g7 · Pion noir sur case blanche h7 · Dame noire sur case noire a5 · Pion blanc sur case blanche d5 · Pion blanc sur case noire d4 · Cavalier noir sur case blanche e4 · Dame blanche sur case blanche b3 · Pion blanc sur case noire e3 · Pion blanc sur case blanche a2 · Cavalier blanc sur case noire d2 · Fou blanc sur case blanche e2 · Pion blanc sur case blanche g2 · Pion blanc sur case noire h2 · Roi blanc sur case noire e1 · Tour blanche sur case blanche h1 | Tour noire sur case blanche a8 · Roi noir sur case blanche g8 · Pion noir sur case noire a7 · Pion noir sur case blanche b7 · Fou noir sur case blanche d7 · Pion noir sur case blanche f7 · Pion noir sur case noire g7 · Pion noir sur case blanche h7 · Dame noire sur case noire a5 · Pion blanc sur case blanche d5 · Pion blanc sur case noire d4 · Cavalier noir sur case blanche e4 · Dame blanche sur case blanche b3 · Pion blanc sur case noire e3 · Pion blanc sur case blanche a2 · Cavalier blanc sur case noire d2 · Fou blanc sur case blanche e2 · Pion blanc sur case blanche g2 · Pion blanc sur case noire h2 · Roi blanc sur case noire e1 · Tour blanche sur case blanche h1 | 7 |
| 6 | Tour noire sur case blanche a8 · Roi noir sur case blanche g8 · Pion noir sur case noire a7 · Pion noir sur case blanche b7 · Fou noir sur case blanche d7 · Pion noir sur case blanche f7 · Pion noir sur case noire g7 · Pion noir sur case blanche h7 · Dame noire sur case noire a5 · Pion blanc sur case blanche d5 · Pion blanc sur case noire d4 · Cavalier noir sur case blanche e4 · Dame blanche sur case blanche b3 · Pion blanc sur case noire e3 · Pion blanc sur case blanche a2 · Cavalier blanc sur case noire d2 · Fou blanc sur case blanche e2 · Pion blanc sur case blanche g2 · Pion blanc sur case noire h2 · Roi blanc sur case noire e1 · Tour blanche sur case blanche h1 | Tour noire sur case blanche a8 · Roi noir sur case blanche g8 · Pion noir sur case noire a7 · Pion noir sur case blanche b7 · Fou noir sur case blanche d7 · Pion noir sur case blanche f7 · Pion noir sur case noire g7 · Pion noir sur case blanche h7 · Dame noire sur case noire a5 · Pion blanc sur case blanche d5 · Pion blanc sur case noire d4 · Cavalier noir sur case blanche e4 · Dame blanche sur case blanche b3 · Pion blanc sur case noire e3 · Pion blanc sur case blanche a2 · Cavalier blanc sur case noire d2 · Fou blanc sur case blanche e2 · Pion blanc sur case blanche g2 · Pion blanc sur case noire h2 · Roi blanc sur case noire e1 · Tour blanche sur case blanche h1 | Tour noire sur case blanche a8 · Roi noir sur case blanche g8 · Pion noir sur case noire a7 · Pion noir sur case blanche b7 · Fou noir sur case blanche d7 · Pion noir sur case blanche f7 · Pion noir sur case noire g7 · Pion noir sur case blanche h7 · Dame noire sur case noire a5 · Pion blanc sur case blanche d5 · Pion blanc sur case noire d4 · Cavalier noir sur case blanche e4 · Dame blanche sur case blanche b3 · Pion blanc sur case noire e3 · Pion blanc sur case blanche a2 · Cavalier blanc sur case noire d2 · Fou blanc sur case blanche e2 · Pion blanc sur case blanche g2 · Pion blanc sur case noire h2 · Roi blanc sur case noire e1 · Tour blanche sur case blanche h1 | Tour noire sur case blanche a8 · Roi noir sur case blanche g8 · Pion noir sur case noire a7 · Pion noir sur case blanche b7 · Fou noir sur case blanche d7 · Pion noir sur case blanche f7 · Pion noir sur case noire g7 · Pion noir sur case blanche h7 · Dame noire sur case noire a5 · Pion blanc sur case blanche d5 · Pion blanc sur case noire d4 · Cavalier noir sur case blanche e4 · Dame blanche sur case blanche b3 · Pion blanc sur case noire e3 · Pion blanc sur case blanche a2 · Cavalier blanc sur case noire d2 · Fou blanc sur case blanche e2 · Pion blanc sur case blanche g2 · Pion blanc sur case noire h2 · Roi blanc sur case noire e1 · Tour blanche sur case blanche h1 | Tour noire sur case blanche a8 · Roi noir sur case blanche g8 · Pion noir sur case noire a7 · Pion noir sur case blanche b7 · Fou noir sur case blanche d7 · Pion noir sur case blanche f7 · Pion noir sur case noire g7 · Pion noir sur case blanche h7 · Dame noire sur case noire a5 · Pion blanc sur case blanche d5 · Pion blanc sur case noire d4 · Cavalier noir sur case blanche e4 · Dame blanche sur case blanche b3 · Pion blanc sur case noire e3 · Pion blanc sur case blanche a2 · Cavalier blanc sur case noire d2 · Fou blanc sur case blanche e2 · Pion blanc sur case blanche g2 · Pion blanc sur case noire h2 · Roi blanc sur case noire e1 · Tour blanche sur case blanche h1 | Tour noire sur case blanche a8 · Roi noir sur case blanche g8 · Pion noir sur case noire a7 · Pion noir sur case blanche b7 · Fou noir sur case blanche d7 · Pion noir sur case blanche f7 · Pion noir sur case noire g7 · Pion noir sur case blanche h7 · Dame noire sur case noire a5 · Pion blanc sur case blanche d5 · Pion blanc sur case noire d4 · Cavalier noir sur case blanche e4 · Dame blanche sur case blanche b3 · Pion blanc sur case noire e3 · Pion blanc sur case blanche a2 · Cavalier blanc sur case noire d2 · Fou blanc sur case blanche e2 · Pion blanc sur case blanche g2 · Pion blanc sur case noire h2 · Roi blanc sur case noire e1 · Tour blanche sur case blanche h1 | Tour noire sur case blanche a8 · Roi noir sur case blanche g8 · Pion noir sur case noire a7 · Pion noir sur case blanche b7 · Fou noir sur case blanche d7 · Pion noir sur case blanche f7 · Pion noir sur case noire g7 · Pion noir sur case blanche h7 · Dame noire sur case noire a5 · Pion blanc sur case blanche d5 · Pion blanc sur case noire d4 · Cavalier noir sur case blanche e4 · Dame blanche sur case blanche b3 · Pion blanc sur case noire e3 · Pion blanc sur case blanche a2 · Cavalier blanc sur case noire d2 · Fou blanc sur case blanche e2 · Pion blanc sur case blanche g2 · Pion blanc sur case noire h2 · Roi blanc sur case noire e1 · Tour blanche sur case blanche h1 | Tour noire sur case blanche a8 · Roi noir sur case blanche g8 · Pion noir sur case noire a7 · Pion noir sur case blanche b7 · Fou noir sur case blanche d7 · Pion noir sur case blanche f7 · Pion noir sur case noire g7 · Pion noir sur case blanche h7 · Dame noire sur case noire a5 · Pion blanc sur case blanche d5 · Pion blanc sur case noire d4 · Cavalier noir sur case blanche e4 · Dame blanche sur case blanche b3 · Pion blanc sur case noire e3 · Pion blanc sur case blanche a2 · Cavalier blanc sur case noire d2 · Fou blanc sur case blanche e2 · Pion blanc sur case blanche g2 · Pion blanc sur case noire h2 · Roi blanc sur case noire e1 · Tour blanche sur case blanche h1 | 6 |
| 5 | Tour noire sur case blanche a8 · Roi noir sur case blanche g8 · Pion noir sur case noire a7 · Pion noir sur case blanche b7 · Fou noir sur case blanche d7 · Pion noir sur case blanche f7 · Pion noir sur case noire g7 · Pion noir sur case blanche h7 · Dame noire sur case noire a5 · Pion blanc sur case blanche d5 · Pion blanc sur case noire d4 · Cavalier noir sur case blanche e4 · Dame blanche sur case blanche b3 · Pion blanc sur case noire e3 · Pion blanc sur case blanche a2 · Cavalier blanc sur case noire d2 · Fou blanc sur case blanche e2 · Pion blanc sur case blanche g2 · Pion blanc sur case noire h2 · Roi blanc sur case noire e1 · Tour blanche sur case blanche h1 | Tour noire sur case blanche a8 · Roi noir sur case blanche g8 · Pion noir sur case noire a7 · Pion noir sur case blanche b7 · Fou noir sur case blanche d7 · Pion noir sur case blanche f7 · Pion noir sur case noire g7 · Pion noir sur case blanche h7 · Dame noire sur case noire a5 · Pion blanc sur case blanche d5 · Pion blanc sur case noire d4 · Cavalier noir sur case blanche e4 · Dame blanche sur case blanche b3 · Pion blanc sur case noire e3 · Pion blanc sur case blanche a2 · Cavalier blanc sur case noire d2 · Fou blanc sur case blanche e2 · Pion blanc sur case blanche g2 · Pion blanc sur case noire h2 · Roi blanc sur case noire e1 · Tour blanche sur case blanche h1 | Tour noire sur case blanche a8 · Roi noir sur case blanche g8 · Pion noir sur case noire a7 · Pion noir sur case blanche b7 · Fou noir sur case blanche d7 · Pion noir sur case blanche f7 · Pion noir sur case noire g7 · Pion noir sur case blanche h7 · Dame noire sur case noire a5 · Pion blanc sur case blanche d5 · Pion blanc sur case noire d4 · Cavalier noir sur case blanche e4 · Dame blanche sur case blanche b3 · Pion blanc sur case noire e3 · Pion blanc sur case blanche a2 · Cavalier blanc sur case noire d2 · Fou blanc sur case blanche e2 · Pion blanc sur case blanche g2 · Pion blanc sur case noire h2 · Roi blanc sur case noire e1 · Tour blanche sur case blanche h1 | Tour noire sur case blanche a8 · Roi noir sur case blanche g8 · Pion noir sur case noire a7 · Pion noir sur case blanche b7 · Fou noir sur case blanche d7 · Pion noir sur case blanche f7 · Pion noir sur case noire g7 · Pion noir sur case blanche h7 · Dame noire sur case noire a5 · Pion blanc sur case blanche d5 · Pion blanc sur case noire d4 · Cavalier noir sur case blanche e4 · Dame blanche sur case blanche b3 · Pion blanc sur case noire e3 · Pion blanc sur case blanche a2 · Cavalier blanc sur case noire d2 · Fou blanc sur case blanche e2 · Pion blanc sur case blanche g2 · Pion blanc sur case noire h2 · Roi blanc sur case noire e1 · Tour blanche sur case blanche h1 | Tour noire sur case blanche a8 · Roi noir sur case blanche g8 · Pion noir sur case noire a7 · Pion noir sur case blanche b7 · Fou noir sur case blanche d7 · Pion noir sur case blanche f7 · Pion noir sur case noire g7 · Pion noir sur case blanche h7 · Dame noire sur case noire a5 · Pion blanc sur case blanche d5 · Pion blanc sur case noire d4 · Cavalier noir sur case blanche e4 · Dame blanche sur case blanche b3 · Pion blanc sur case noire e3 · Pion blanc sur case blanche a2 · Cavalier blanc sur case noire d2 · Fou blanc sur case blanche e2 · Pion blanc sur case blanche g2 · Pion blanc sur case noire h2 · Roi blanc sur case noire e1 · Tour blanche sur case blanche h1 | Tour noire sur case blanche a8 · Roi noir sur case blanche g8 · Pion noir sur case noire a7 · Pion noir sur case blanche b7 · Fou noir sur case blanche d7 · Pion noir sur case blanche f7 · Pion noir sur case noire g7 · Pion noir sur case blanche h7 · Dame noire sur case noire a5 · Pion blanc sur case blanche d5 · Pion blanc sur case noire d4 · Cavalier noir sur case blanche e4 · Dame blanche sur case blanche b3 · Pion blanc sur case noire e3 · Pion blanc sur case blanche a2 · Cavalier blanc sur case noire d2 · Fou blanc sur case blanche e2 · Pion blanc sur case blanche g2 · Pion blanc sur case noire h2 · Roi blanc sur case noire e1 · Tour blanche sur case blanche h1 | Tour noire sur case blanche a8 · Roi noir sur case blanche g8 · Pion noir sur case noire a7 · Pion noir sur case blanche b7 · Fou noir sur case blanche d7 · Pion noir sur case blanche f7 · Pion noir sur case noire g7 · Pion noir sur case blanche h7 · Dame noire sur case noire a5 · Pion blanc sur case blanche d5 · Pion blanc sur case noire d4 · Cavalier noir sur case blanche e4 · Dame blanche sur case blanche b3 · Pion blanc sur case noire e3 · Pion blanc sur case blanche a2 · Cavalier blanc sur case noire d2 · Fou blanc sur case blanche e2 · Pion blanc sur case blanche g2 · Pion blanc sur case noire h2 · Roi blanc sur case noire e1 · Tour blanche sur case blanche h1 | Tour noire sur case blanche a8 · Roi noir sur case blanche g8 · Pion noir sur case noire a7 · Pion noir sur case blanche b7 · Fou noir sur case blanche d7 · Pion noir sur case blanche f7 · Pion noir sur case noire g7 · Pion noir sur case blanche h7 · Dame noire sur case noire a5 · Pion blanc sur case blanche d5 · Pion blanc sur case noire d4 · Cavalier noir sur case blanche e4 · Dame blanche sur case blanche b3 · Pion blanc sur case noire e3 · Pion blanc sur case blanche a2 · Cavalier blanc sur case noire d2 · Fou blanc sur case blanche e2 · Pion blanc sur case blanche g2 · Pion blanc sur case noire h2 · Roi blanc sur case noire e1 · Tour blanche sur case blanche h1 | 5 |
| 4 | Tour noire sur case blanche a8 · Roi noir sur case blanche g8 · Pion noir sur case noire a7 · Pion noir sur case blanche b7 · Fou noir sur case blanche d7 · Pion noir sur case blanche f7 · Pion noir sur case noire g7 · Pion noir sur case blanche h7 · Dame noire sur case noire a5 · Pion blanc sur case blanche d5 · Pion blanc sur case noire d4 · Cavalier noir sur case blanche e4 · Dame blanche sur case blanche b3 · Pion blanc sur case noire e3 · Pion blanc sur case blanche a2 · Cavalier blanc sur case noire d2 · Fou blanc sur case blanche e2 · Pion blanc sur case blanche g2 · Pion blanc sur case noire h2 · Roi blanc sur case noire e1 · Tour blanche sur case blanche h1 | Tour noire sur case blanche a8 · Roi noir sur case blanche g8 · Pion noir sur case noire a7 · Pion noir sur case blanche b7 · Fou noir sur case blanche d7 · Pion noir sur case blanche f7 · Pion noir sur case noire g7 · Pion noir sur case blanche h7 · Dame noire sur case noire a5 · Pion blanc sur case blanche d5 · Pion blanc sur case noire d4 · Cavalier noir sur case blanche e4 · Dame blanche sur case blanche b3 · Pion blanc sur case noire e3 · Pion blanc sur case blanche a2 · Cavalier blanc sur case noire d2 · Fou blanc sur case blanche e2 · Pion blanc sur case blanche g2 · Pion blanc sur case noire h2 · Roi blanc sur case noire e1 · Tour blanche sur case blanche h1 | Tour noire sur case blanche a8 · Roi noir sur case blanche g8 · Pion noir sur case noire a7 · Pion noir sur case blanche b7 · Fou noir sur case blanche d7 · Pion noir sur case blanche f7 · Pion noir sur case noire g7 · Pion noir sur case blanche h7 · Dame noire sur case noire a5 · Pion blanc sur case blanche d5 · Pion blanc sur case noire d4 · Cavalier noir sur case blanche e4 · Dame blanche sur case blanche b3 · Pion blanc sur case noire e3 · Pion blanc sur case blanche a2 · Cavalier blanc sur case noire d2 · Fou blanc sur case blanche e2 · Pion blanc sur case blanche g2 · Pion blanc sur case noire h2 · Roi blanc sur case noire e1 · Tour blanche sur case blanche h1 | Tour noire sur case blanche a8 · Roi noir sur case blanche g8 · Pion noir sur case noire a7 · Pion noir sur case blanche b7 · Fou noir sur case blanche d7 · Pion noir sur case blanche f7 · Pion noir sur case noire g7 · Pion noir sur case blanche h7 · Dame noire sur case noire a5 · Pion blanc sur case blanche d5 · Pion blanc sur case noire d4 · Cavalier noir sur case blanche e4 · Dame blanche sur case blanche b3 · Pion blanc sur case noire e3 · Pion blanc sur case blanche a2 · Cavalier blanc sur case noire d2 · Fou blanc sur case blanche e2 · Pion blanc sur case blanche g2 · Pion blanc sur case noire h2 · Roi blanc sur case noire e1 · Tour blanche sur case blanche h1 | Tour noire sur case blanche a8 · Roi noir sur case blanche g8 · Pion noir sur case noire a7 · Pion noir sur case blanche b7 · Fou noir sur case blanche d7 · Pion noir sur case blanche f7 · Pion noir sur case noire g7 · Pion noir sur case blanche h7 · Dame noire sur case noire a5 · Pion blanc sur case blanche d5 · Pion blanc sur case noire d4 · Cavalier noir sur case blanche e4 · Dame blanche sur case blanche b3 · Pion blanc sur case noire e3 · Pion blanc sur case blanche a2 · Cavalier blanc sur case noire d2 · Fou blanc sur case blanche e2 · Pion blanc sur case blanche g2 · Pion blanc sur case noire h2 · Roi blanc sur case noire e1 · Tour blanche sur case blanche h1 | Tour noire sur case blanche a8 · Roi noir sur case blanche g8 · Pion noir sur case noire a7 · Pion noir sur case blanche b7 · Fou noir sur case blanche d7 · Pion noir sur case blanche f7 · Pion noir sur case noire g7 · Pion noir sur case blanche h7 · Dame noire sur case noire a5 · Pion blanc sur case blanche d5 · Pion blanc sur case noire d4 · Cavalier noir sur case blanche e4 · Dame blanche sur case blanche b3 · Pion blanc sur case noire e3 · Pion blanc sur case blanche a2 · Cavalier blanc sur case noire d2 · Fou blanc sur case blanche e2 · Pion blanc sur case blanche g2 · Pion blanc sur case noire h2 · Roi blanc sur case noire e1 · Tour blanche sur case blanche h1 | Tour noire sur case blanche a8 · Roi noir sur case blanche g8 · Pion noir sur case noire a7 · Pion noir sur case blanche b7 · Fou noir sur case blanche d7 · Pion noir sur case blanche f7 · Pion noir sur case noire g7 · Pion noir sur case blanche h7 · Dame noire sur case noire a5 · Pion blanc sur case blanche d5 · Pion blanc sur case noire d4 · Cavalier noir sur case blanche e4 · Dame blanche sur case blanche b3 · Pion blanc sur case noire e3 · Pion blanc sur case blanche a2 · Cavalier blanc sur case noire d2 · Fou blanc sur case blanche e2 · Pion blanc sur case blanche g2 · Pion blanc sur case noire h2 · Roi blanc sur case noire e1 · Tour blanche sur case blanche h1 | Tour noire sur case blanche a8 · Roi noir sur case blanche g8 · Pion noir sur case noire a7 · Pion noir sur case blanche b7 · Fou noir sur case blanche d7 · Pion noir sur case blanche f7 · Pion noir sur case noire g7 · Pion noir sur case blanche h7 · Dame noire sur case noire a5 · Pion blanc sur case blanche d5 · Pion blanc sur case noire d4 · Cavalier noir sur case blanche e4 · Dame blanche sur case blanche b3 · Pion blanc sur case noire e3 · Pion blanc sur case blanche a2 · Cavalier blanc sur case noire d2 · Fou blanc sur case blanche e2 · Pion blanc sur case blanche g2 · Pion blanc sur case noire h2 · Roi blanc sur case noire e1 · Tour blanche sur case blanche h1 | 4 |
| 3 | Tour noire sur case blanche a8 · Roi noir sur case blanche g8 · Pion noir sur case noire a7 · Pion noir sur case blanche b7 · Fou noir sur case blanche d7 · Pion noir sur case blanche f7 · Pion noir sur case noire g7 · Pion noir sur case blanche h7 · Dame noire sur case noire a5 · Pion blanc sur case blanche d5 · Pion blanc sur case noire d4 · Cavalier noir sur case blanche e4 · Dame blanche sur case blanche b3 · Pion blanc sur case noire e3 · Pion blanc sur case blanche a2 · Cavalier blanc sur case noire d2 · Fou blanc sur case blanche e2 · Pion blanc sur case blanche g2 · Pion blanc sur case noire h2 · Roi blanc sur case noire e1 · Tour blanche sur case blanche h1 | Tour noire sur case blanche a8 · Roi noir sur case blanche g8 · Pion noir sur case noire a7 · Pion noir sur case blanche b7 · Fou noir sur case blanche d7 · Pion noir sur case blanche f7 · Pion noir sur case noire g7 · Pion noir sur case blanche h7 · Dame noire sur case noire a5 · Pion blanc sur case blanche d5 · Pion blanc sur case noire d4 · Cavalier noir sur case blanche e4 · Dame blanche sur case blanche b3 · Pion blanc sur case noire e3 · Pion blanc sur case blanche a2 · Cavalier blanc sur case noire d2 · Fou blanc sur case blanche e2 · Pion blanc sur case blanche g2 · Pion blanc sur case noire h2 · Roi blanc sur case noire e1 · Tour blanche sur case blanche h1 | Tour noire sur case blanche a8 · Roi noir sur case blanche g8 · Pion noir sur case noire a7 · Pion noir sur case blanche b7 · Fou noir sur case blanche d7 · Pion noir sur case blanche f7 · Pion noir sur case noire g7 · Pion noir sur case blanche h7 · Dame noire sur case noire a5 · Pion blanc sur case blanche d5 · Pion blanc sur case noire d4 · Cavalier noir sur case blanche e4 · Dame blanche sur case blanche b3 · Pion blanc sur case noire e3 · Pion blanc sur case blanche a2 · Cavalier blanc sur case noire d2 · Fou blanc sur case blanche e2 · Pion blanc sur case blanche g2 · Pion blanc sur case noire h2 · Roi blanc sur case noire e1 · Tour blanche sur case blanche h1 | Tour noire sur case blanche a8 · Roi noir sur case blanche g8 · Pion noir sur case noire a7 · Pion noir sur case blanche b7 · Fou noir sur case blanche d7 · Pion noir sur case blanche f7 · Pion noir sur case noire g7 · Pion noir sur case blanche h7 · Dame noire sur case noire a5 · Pion blanc sur case blanche d5 · Pion blanc sur case noire d4 · Cavalier noir sur case blanche e4 · Dame blanche sur case blanche b3 · Pion blanc sur case noire e3 · Pion blanc sur case blanche a2 · Cavalier blanc sur case noire d2 · Fou blanc sur case blanche e2 · Pion blanc sur case blanche g2 · Pion blanc sur case noire h2 · Roi blanc sur case noire e1 · Tour blanche sur case blanche h1 | Tour noire sur case blanche a8 · Roi noir sur case blanche g8 · Pion noir sur case noire a7 · Pion noir sur case blanche b7 · Fou noir sur case blanche d7 · Pion noir sur case blanche f7 · Pion noir sur case noire g7 · Pion noir sur case blanche h7 · Dame noire sur case noire a5 · Pion blanc sur case blanche d5 · Pion blanc sur case noire d4 · Cavalier noir sur case blanche e4 · Dame blanche sur case blanche b3 · Pion blanc sur case noire e3 · Pion blanc sur case blanche a2 · Cavalier blanc sur case noire d2 · Fou blanc sur case blanche e2 · Pion blanc sur case blanche g2 · Pion blanc sur case noire h2 · Roi blanc sur case noire e1 · Tour blanche sur case blanche h1 | Tour noire sur case blanche a8 · Roi noir sur case blanche g8 · Pion noir sur case noire a7 · Pion noir sur case blanche b7 · Fou noir sur case blanche d7 · Pion noir sur case blanche f7 · Pion noir sur case noire g7 · Pion noir sur case blanche h7 · Dame noire sur case noire a5 · Pion blanc sur case blanche d5 · Pion blanc sur case noire d4 · Cavalier noir sur case blanche e4 · Dame blanche sur case blanche b3 · Pion blanc sur case noire e3 · Pion blanc sur case blanche a2 · Cavalier blanc sur case noire d2 · Fou blanc sur case blanche e2 · Pion blanc sur case blanche g2 · Pion blanc sur case noire h2 · Roi blanc sur case noire e1 · Tour blanche sur case blanche h1 | Tour noire sur case blanche a8 · Roi noir sur case blanche g8 · Pion noir sur case noire a7 · Pion noir sur case blanche b7 · Fou noir sur case blanche d7 · Pion noir sur case blanche f7 · Pion noir sur case noire g7 · Pion noir sur case blanche h7 · Dame noire sur case noire a5 · Pion blanc sur case blanche d5 · Pion blanc sur case noire d4 · Cavalier noir sur case blanche e4 · Dame blanche sur case blanche b3 · Pion blanc sur case noire e3 · Pion blanc sur case blanche a2 · Cavalier blanc sur case noire d2 · Fou blanc sur case blanche e2 · Pion blanc sur case blanche g2 · Pion blanc sur case noire h2 · Roi blanc sur case noire e1 · Tour blanche sur case blanche h1 | Tour noire sur case blanche a8 · Roi noir sur case blanche g8 · Pion noir sur case noire a7 · Pion noir sur case blanche b7 · Fou noir sur case blanche d7 · Pion noir sur case blanche f7 · Pion noir sur case noire g7 · Pion noir sur case blanche h7 · Dame noire sur case noire a5 · Pion blanc sur case blanche d5 · Pion blanc sur case noire d4 · Cavalier noir sur case blanche e4 · Dame blanche sur case blanche b3 · Pion blanc sur case noire e3 · Pion blanc sur case blanche a2 · Cavalier blanc sur case noire d2 · Fou blanc sur case blanche e2 · Pion blanc sur case blanche g2 · Pion blanc sur case noire h2 · Roi blanc sur case noire e1 · Tour blanche sur case blanche h1 | 3 |
| 2 | Tour noire sur case blanche a8 · Roi noir sur case blanche g8 · Pion noir sur case noire a7 · Pion noir sur case blanche b7 · Fou noir sur case blanche d7 · Pion noir sur case blanche f7 · Pion noir sur case noire g7 · Pion noir sur case blanche h7 · Dame noire sur case noire a5 · Pion blanc sur case blanche d5 · Pion blanc sur case noire d4 · Cavalier noir sur case blanche e4 · Dame blanche sur case blanche b3 · Pion blanc sur case noire e3 · Pion blanc sur case blanche a2 · Cavalier blanc sur case noire d2 · Fou blanc sur case blanche e2 · Pion blanc sur case blanche g2 · Pion blanc sur case noire h2 · Roi blanc sur case noire e1 · Tour blanche sur case blanche h1 | Tour noire sur case blanche a8 · Roi noir sur case blanche g8 · Pion noir sur case noire a7 · Pion noir sur case blanche b7 · Fou noir sur case blanche d7 · Pion noir sur case blanche f7 · Pion noir sur case noire g7 · Pion noir sur case blanche h7 · Dame noire sur case noire a5 · Pion blanc sur case blanche d5 · Pion blanc sur case noire d4 · Cavalier noir sur case blanche e4 · Dame blanche sur case blanche b3 · Pion blanc sur case noire e3 · Pion blanc sur case blanche a2 · Cavalier blanc sur case noire d2 · Fou blanc sur case blanche e2 · Pion blanc sur case blanche g2 · Pion blanc sur case noire h2 · Roi blanc sur case noire e1 · Tour blanche sur case blanche h1 | Tour noire sur case blanche a8 · Roi noir sur case blanche g8 · Pion noir sur case noire a7 · Pion noir sur case blanche b7 · Fou noir sur case blanche d7 · Pion noir sur case blanche f7 · Pion noir sur case noire g7 · Pion noir sur case blanche h7 · Dame noire sur case noire a5 · Pion blanc sur case blanche d5 · Pion blanc sur case noire d4 · Cavalier noir sur case blanche e4 · Dame blanche sur case blanche b3 · Pion blanc sur case noire e3 · Pion blanc sur case blanche a2 · Cavalier blanc sur case noire d2 · Fou blanc sur case blanche e2 · Pion blanc sur case blanche g2 · Pion blanc sur case noire h2 · Roi blanc sur case noire e1 · Tour blanche sur case blanche h1 | Tour noire sur case blanche a8 · Roi noir sur case blanche g8 · Pion noir sur case noire a7 · Pion noir sur case blanche b7 · Fou noir sur case blanche d7 · Pion noir sur case blanche f7 · Pion noir sur case noire g7 · Pion noir sur case blanche h7 · Dame noire sur case noire a5 · Pion blanc sur case blanche d5 · Pion blanc sur case noire d4 · Cavalier noir sur case blanche e4 · Dame blanche sur case blanche b3 · Pion blanc sur case noire e3 · Pion blanc sur case blanche a2 · Cavalier blanc sur case noire d2 · Fou blanc sur case blanche e2 · Pion blanc sur case blanche g2 · Pion blanc sur case noire h2 · Roi blanc sur case noire e1 · Tour blanche sur case blanche h1 | Tour noire sur case blanche a8 · Roi noir sur case blanche g8 · Pion noir sur case noire a7 · Pion noir sur case blanche b7 · Fou noir sur case blanche d7 · Pion noir sur case blanche f7 · Pion noir sur case noire g7 · Pion noir sur case blanche h7 · Dame noire sur case noire a5 · Pion blanc sur case blanche d5 · Pion blanc sur case noire d4 · Cavalier noir sur case blanche e4 · Dame blanche sur case blanche b3 · Pion blanc sur case noire e3 · Pion blanc sur case blanche a2 · Cavalier blanc sur case noire d2 · Fou blanc sur case blanche e2 · Pion blanc sur case blanche g2 · Pion blanc sur case noire h2 · Roi blanc sur case noire e1 · Tour blanche sur case blanche h1 | Tour noire sur case blanche a8 · Roi noir sur case blanche g8 · Pion noir sur case noire a7 · Pion noir sur case blanche b7 · Fou noir sur case blanche d7 · Pion noir sur case blanche f7 · Pion noir sur case noire g7 · Pion noir sur case blanche h7 · Dame noire sur case noire a5 · Pion blanc sur case blanche d5 · Pion blanc sur case noire d4 · Cavalier noir sur case blanche e4 · Dame blanche sur case blanche b3 · Pion blanc sur case noire e3 · Pion blanc sur case blanche a2 · Cavalier blanc sur case noire d2 · Fou blanc sur case blanche e2 · Pion blanc sur case blanche g2 · Pion blanc sur case noire h2 · Roi blanc sur case noire e1 · Tour blanche sur case blanche h1 | Tour noire sur case blanche a8 · Roi noir sur case blanche g8 · Pion noir sur case noire a7 · Pion noir sur case blanche b7 · Fou noir sur case blanche d7 · Pion noir sur case blanche f7 · Pion noir sur case noire g7 · Pion noir sur case blanche h7 · Dame noire sur case noire a5 · Pion blanc sur case blanche d5 · Pion blanc sur case noire d4 · Cavalier noir sur case blanche e4 · Dame blanche sur case blanche b3 · Pion blanc sur case noire e3 · Pion blanc sur case blanche a2 · Cavalier blanc sur case noire d2 · Fou blanc sur case blanche e2 · Pion blanc sur case blanche g2 · Pion blanc sur case noire h2 · Roi blanc sur case noire e1 · Tour blanche sur case blanche h1 | Tour noire sur case blanche a8 · Roi noir sur case blanche g8 · Pion noir sur case noire a7 · Pion noir sur case blanche b7 · Fou noir sur case blanche d7 · Pion noir sur case blanche f7 · Pion noir sur case noire g7 · Pion noir sur case blanche h7 · Dame noire sur case noire a5 · Pion blanc sur case blanche d5 · Pion blanc sur case noire d4 · Cavalier noir sur case blanche e4 · Dame blanche sur case blanche b3 · Pion blanc sur case noire e3 · Pion blanc sur case blanche a2 · Cavalier blanc sur case noire d2 · Fou blanc sur case blanche e2 · Pion blanc sur case blanche g2 · Pion blanc sur case noire h2 · Roi blanc sur case noire e1 · Tour blanche sur case blanche h1 | 2 |
| 1 | Tour noire sur case blanche a8 · Roi noir sur case blanche g8 · Pion noir sur case noire a7 · Pion noir sur case blanche b7 · Fou noir sur case blanche d7 · Pion noir sur case blanche f7 · Pion noir sur case noire g7 · Pion noir sur case blanche h7 · Dame noire sur case noire a5 · Pion blanc sur case blanche d5 · Pion blanc sur case noire d4 · Cavalier noir sur case blanche e4 · Dame blanche sur case blanche b3 · Pion blanc sur case noire e3 · Pion blanc sur case blanche a2 · Cavalier blanc sur case noire d2 · Fou blanc sur case blanche e2 · Pion blanc sur case blanche g2 · Pion blanc sur case noire h2 · Roi blanc sur case noire e1 · Tour blanche sur case blanche h1 | Tour noire sur case blanche a8 · Roi noir sur case blanche g8 · Pion noir sur case noire a7 · Pion noir sur case blanche b7 · Fou noir sur case blanche d7 · Pion noir sur case blanche f7 · Pion noir sur case noire g7 · Pion noir sur case blanche h7 · Dame noire sur case noire a5 · Pion blanc sur case blanche d5 · Pion blanc sur case noire d4 · Cavalier noir sur case blanche e4 · Dame blanche sur case blanche b3 · Pion blanc sur case noire e3 · Pion blanc sur case blanche a2 · Cavalier blanc sur case noire d2 · Fou blanc sur case blanche e2 · Pion blanc sur case blanche g2 · Pion blanc sur case noire h2 · Roi blanc sur case noire e1 · Tour blanche sur case blanche h1 | Tour noire sur case blanche a8 · Roi noir sur case blanche g8 · Pion noir sur case noire a7 · Pion noir sur case blanche b7 · Fou noir sur case blanche d7 · Pion noir sur case blanche f7 · Pion noir sur case noire g7 · Pion noir sur case blanche h7 · Dame noire sur case noire a5 · Pion blanc sur case blanche d5 · Pion blanc sur case noire d4 · Cavalier noir sur case blanche e4 · Dame blanche sur case blanche b3 · Pion blanc sur case noire e3 · Pion blanc sur case blanche a2 · Cavalier blanc sur case noire d2 · Fou blanc sur case blanche e2 · Pion blanc sur case blanche g2 · Pion blanc sur case noire h2 · Roi blanc sur case noire e1 · Tour blanche sur case blanche h1 | Tour noire sur case blanche a8 · Roi noir sur case blanche g8 · Pion noir sur case noire a7 · Pion noir sur case blanche b7 · Fou noir sur case blanche d7 · Pion noir sur case blanche f7 · Pion noir sur case noire g7 · Pion noir sur case blanche h7 · Dame noire sur case noire a5 · Pion blanc sur case blanche d5 · Pion blanc sur case noire d4 · Cavalier noir sur case blanche e4 · Dame blanche sur case blanche b3 · Pion blanc sur case noire e3 · Pion blanc sur case blanche a2 · Cavalier blanc sur case noire d2 · Fou blanc sur case blanche e2 · Pion blanc sur case blanche g2 · Pion blanc sur case noire h2 · Roi blanc sur case noire e1 · Tour blanche sur case blanche h1 | Tour noire sur case blanche a8 · Roi noir sur case blanche g8 · Pion noir sur case noire a7 · Pion noir sur case blanche b7 · Fou noir sur case blanche d7 · Pion noir sur case blanche f7 · Pion noir sur case noire g7 · Pion noir sur case blanche h7 · Dame noire sur case noire a5 · Pion blanc sur case blanche d5 · Pion blanc sur case noire d4 · Cavalier noir sur case blanche e4 · Dame blanche sur case blanche b3 · Pion blanc sur case noire e3 · Pion blanc sur case blanche a2 · Cavalier blanc sur case noire d2 · Fou blanc sur case blanche e2 · Pion blanc sur case blanche g2 · Pion blanc sur case noire h2 · Roi blanc sur case noire e1 · Tour blanche sur case blanche h1 | Tour noire sur case blanche a8 · Roi noir sur case blanche g8 · Pion noir sur case noire a7 · Pion noir sur case blanche b7 · Fou noir sur case blanche d7 · Pion noir sur case blanche f7 · Pion noir sur case noire g7 · Pion noir sur case blanche h7 · Dame noire sur case noire a5 · Pion blanc sur case blanche d5 · Pion blanc sur case noire d4 · Cavalier noir sur case blanche e4 · Dame blanche sur case blanche b3 · Pion blanc sur case noire e3 · Pion blanc sur case blanche a2 · Cavalier blanc sur case noire d2 · Fou blanc sur case blanche e2 · Pion blanc sur case blanche g2 · Pion blanc sur case noire h2 · Roi blanc sur case noire e1 · Tour blanche sur case blanche h1 | Tour noire sur case blanche a8 · Roi noir sur case blanche g8 · Pion noir sur case noire a7 · Pion noir sur case blanche b7 · Fou noir sur case blanche d7 · Pion noir sur case blanche f7 · Pion noir sur case noire g7 · Pion noir sur case blanche h7 · Dame noire sur case noire a5 · Pion blanc sur case blanche d5 · Pion blanc sur case noire d4 · Cavalier noir sur case blanche e4 · Dame blanche sur case blanche b3 · Pion blanc sur case noire e3 · Pion blanc sur case blanche a2 · Cavalier blanc sur case noire d2 · Fou blanc sur case blanche e2 · Pion blanc sur case blanche g2 · Pion blanc sur case noire h2 · Roi blanc sur case noire e1 · Tour blanche sur case blanche h1 | Tour noire sur case blanche a8 · Roi noir sur case blanche g8 · Pion noir sur case noire a7 · Pion noir sur case blanche b7 · Fou noir sur case blanche d7 · Pion noir sur case blanche f7 · Pion noir sur case noire g7 · Pion noir sur case blanche h7 · Dame noire sur case noire a5 · Pion blanc sur case blanche d5 · Pion blanc sur case noire d4 · Cavalier noir sur case blanche e4 · Dame blanche sur case blanche b3 · Pion blanc sur case noire e3 · Pion blanc sur case blanche a2 · Cavalier blanc sur case noire d2 · Fou blanc sur case blanche e2 · Pion blanc sur case blanche g2 · Pion blanc sur case noire h2 · Roi blanc sur case noire e1 · Tour blanche sur case blanche h1 | 1 |
|   | a | b | c | d | e | f | g | h |   |